# New Sharon (Maine)
New Sharon es un pueblo ubicado en el condado de Franklin en el estado estadounidense de Maine. En el Censo de 2010 tenía una población de 1.407 habitantes y una densidad poblacional de 11,6 personas por km².

## Geografía
New Sharon se encuentra ubicado en las coordenadas 44°39′1″N 70°0′1″O / 44.65028, -70.00028. Según la Oficina del Censo de los Estados Unidos, New Sharon tiene una superficie total de 121.28 km², de la cual 119.62 km² corresponden a tierra firme y (1.37%) 1.66 km² es agua.

## Demografía
Según el censo de 2010, había 1.407 personas residiendo en New Sharon. La densidad de población era de 11,6 hab./km². De los 1.407 habitantes, New Sharon estaba compuesto por el 97.37% blancos, el 0.14% eran afroamericanos, el 0.85% eran amerindios, el 0% eran asiáticos, el 0% eran isleños del Pacífico, el 0.14% eran de otras razas y el 1.49% pertenecían a dos o más razas. Del total de la población el 0.85% eran hispanos o latinos de cualquier raza.